# Cordulegaster helladica
Cordulegaster helladica är en trollsländeart. Cordulegaster helladica ingår i släktet Cordulegaster och familjen kungstrollsländor. IUCN kategoriserar arten globalt som starkt hotad.

## Underarter
Arten delas in i följande underarter:
- C. h. helladica
- C. h. kastalia
- C. h. buchholzi